# Papp Károly (hírlapíró)
Papp Károly (1849 körül – Bihar, 1881. november vége) hirlapíró, lapszerkesztő.

## Életútja
Eleinte a színészi pályára adta magát, betegsége azonban megválni késztette e pályától és hírlapíró lett; előbb az Ellenőr, azután a Független Hirlap dolgozótársa, utóbb a Képes Családi Lapok szerkesztője volt. Több tárcát, apró elbeszélést írt és fordított költeményeket; de sorvasztó mellbaja gátolta tehetsége fejlesztését. Meghalt 1881. november végén Biharban 32 éves korában.
Szerkesztette a Szinlap c. szaklapot 1873. február 1-től május 2-ig és az Irodalmi Lapokat 1878. október 24-től 1879. január 30-ig Budapesten.

## Forrás
- Szinnyei József: Magyar írók élete és munkái X. (Ótócska–Popea). Budapest: Hornyánszky. 1905.